# Interlands Liechtensteins voetbalelftal 2020-2029
Deze pagina toont een chronologisch en gedetailleerd overzicht van de interlands die het Liechtensteins voetbalelftal speelt en heeft gespeeld in de periode 2020 – 2029.

## Interlands

### 2020
|                                                                                     |            |                                   |               |                                                                                      |
| 8 september UEFA Nations League Groep D2 № 194 «onderlinge duels» 20:45 uur (UTC+2) | San Marino | 0 – 2                             | Liechtenstein | Stadio Romeo Neri, Rimini (Italië) Toeschouwers: 0 Scheidsrechter: Enea Jorgji (ALB) |
| 8 september UEFA Nations League Groep D2 № 194 «onderlinge duels» 20:45 uur (UTC+2) |            | 3' Nicolas Hasler 14' Yanik Frick |               | Stadio Romeo Neri, Rimini (Italië) Toeschouwers: 0 Scheidsrechter: Enea Jorgji (ALB) |

|                                                                        |                             |       |                                               |                                                                                       |
| 7 oktober Vriendschappelijk № 195 «onderlinge duels» 20:15 uur (UTC+2) | Luxemburg                   | 1 – 2 | Liechtenstein                                 | Stade Josy Barthel, Luxemburg Toeschouwers: 0 Scheidsrechter: Alexandre Boucaut (BEL) |
| 7 oktober Vriendschappelijk № 195 «onderlinge duels» 20:15 uur (UTC+2) | Gerson Rodrigues 72' (pen.) |       | 49' Fabio Wolfinger 61' (pen.) Nicolas Hasler | Stade Josy Barthel, Luxemburg Toeschouwers: 0 Scheidsrechter: Alexandre Boucaut (BEL) |

|                                                                                    |               |                  |           |                                                                                 |
| 10 oktober UEFA Nations League Groep D2 № 196 «onderlinge duels» 18:00 uur (UTC+2) | Liechtenstein | 0 – 1            | Gibraltar | Rheinparkstadion, Vaduz Toeschouwers: 178 Scheidsrechter: Kirill Levnikov (RUS) |
| 10 oktober UEFA Nations League Groep D2 № 196 «onderlinge duels» 18:00 uur (UTC+2) |               | 10' Tjay De Barr |           | Rheinparkstadion, Vaduz Toeschouwers: 178 Scheidsrechter: Kirill Levnikov (RUS) |

|                                                                                    |               |       |            |                                                                                  |
| 13 oktober UEFA Nations League Groep D2 № 197 «onderlinge duels» 20:45 uur (UTC+2) | Liechtenstein | 0 – 0 | San Marino | Rheinparkstadion, Vaduz Toeschouwers: 178 Scheidsrechter: Jørgen Burchardt (DEN) |
| 13 oktober UEFA Nations League Groep D2 № 197 «onderlinge duels» 20:45 uur (UTC+2) |               |       |            | Rheinparkstadion, Vaduz Toeschouwers: 178 Scheidsrechter: Jørgen Burchardt (DEN) |

|                                                                          |                                                                |       |               |                                                                                       |
| 11 november Vriendschappelijk № 198 «onderlinge duels» 18:00 uur (UTC+1) | Malta                                                          | 3 – 0 | Liechtenstein | Ta' Qalistadion, Ta' Qali Toeschouwers: 0 Scheidsrechter: Manfredas Lukjančukas (LTU) |
| 11 november Vriendschappelijk № 198 «onderlinge duels» 18:00 uur (UTC+1) | Michael Mifsud 5' Steve Borg 20' Jean Paul Farrugia 84' (pen.) |       |               | Ta' Qalistadion, Ta' Qali Toeschouwers: 0 Scheidsrechter: Manfredas Lukjančukas (LTU) |

|                                                                                     |                           |       |                |                                                                                        |
| 17 november UEFA Nations League Groep D2 № 199 «onderlinge duels» 20:45 uur (UTC+1) | Gibraltar                 | 1 – 1 | Liechtenstein  | Victoriastadion, Gibraltar Toeschouwers: 0 Scheidsrechter: Trustin Farrugia Cann (MLT) |
| 17 november UEFA Nations League Groep D2 № 199 «onderlinge duels» 20:45 uur (UTC+1) | Daniel Brändle 17' (e.d.) |       | 44' Noah Frick | Victoriastadion, Gibraltar Toeschouwers: 0 Scheidsrechter: Trustin Farrugia Cann (MLT) |

### 2021
|                                                                             |               |                          |         |                                                                                 |
| 25 maart WK-kwalificatie Groep J № 200 «onderlinge duels» 20:45 uur (UTC+1) | Liechtenstein | 0 – 1                    | Armenië | Rheinparkstadion, Vaduz Toeschouwers: 0 Scheidsrechter: Julian Weinberger (AUT) |
| 25 maart WK-kwalificatie Groep J № 200 «onderlinge duels» 20:45 uur (UTC+1) |               | 83' (e.d.) Noah Frommelt |         | Rheinparkstadion, Vaduz Toeschouwers: 0 Scheidsrechter: Julian Weinberger (AUT) |

|                                                                             | |       |               |                                                                                |
| 28 maart WK-kwalificatie Groep J № 201 «onderlinge duels» 20:45 uur (UTC+2) | Noord-Macedonië                                                                                                 | 5 – 0 | Liechtenstein | Toše Proeskiarena, Skopje Toeschouwers: 0 Scheidsrechter: Mykola Balakin (UKR) |
| 28 maart WK-kwalificatie Groep J № 201 «onderlinge duels» 20:45 uur (UTC+2) | Enis Bardhi 7' Aleksandar Trajkovski 51' Aleksandar Trajkovski 54' Eljif Elmas 62' Ilija Nestorovski 82' (pen.) |       |               | Toše Proeskiarena, Skopje Toeschouwers: 0 Scheidsrechter: Mykola Balakin (UKR) |

|                                                                             |                 |       |                                                                                                 |                                                                                 |
| 31 maart WK-kwalificatie Groep J № 202 «onderlinge duels» 20:45 uur (UTC+2) | Liechtenstein   | 1 – 4 | IJsland                                                                                         | Rheinparkstadion, Vaduz Toeschouwers: 0 Scheidsrechter: Mohammed Al-Hakim (SWE) |
| 31 maart WK-kwalificatie Groep J № 202 «onderlinge duels» 20:45 uur (UTC+2) | Yanik Frick 79' |       | 12' Birkir Már Sævarsson 45+1' Birkir Bjarnason 77' Victor Pálsson 90+4' Rúnar Már Sigurjónsson | Rheinparkstadion, Vaduz Toeschouwers: 0 Scheidsrechter: Mohammed Al-Hakim (SWE) |

|                                                                     | |       |               |                                                                                 |
| 3 juni Vriendschappelijk № 203 «onderlinge duels» 18:00 uur (UTC+2) | Zwitserland | 7 – 0 | Liechtenstein | Kybunpark, Sankt Gallen Toeschouwers: 300 Scheidsrechter: Nejc Kajtazović (SVN) |
| 3 juni Vriendschappelijk № 203 «onderlinge duels» 18:00 uur (UTC+2) | Mario Gavranović 19' Christian Fassnacht 46' Noah Frick 57' (e.d.) Christian Fassnacht 70' Mario Gavranović 75' Mario Gavranović 79' Edimilson Fernandes 85' |       |               | Kybunpark, Sankt Gallen Toeschouwers: 300 Scheidsrechter: Nejc Kajtazović (SVN) |

|                                                                     | |       |                       |                                                                                   |
| 7 juni Vriendschappelijk № 204 «onderlinge duels» 19:45 uur (UTC+1) | Faeröer | 5 – 1 | Liechtenstein         | Tórsvøllur, Tórshavn Toeschouwers: 0 Scheidsrechter: Ívar Orri Kristjánsson (ISL) |
| 7 juni Vriendschappelijk № 204 «onderlinge duels» 19:45 uur (UTC+1) | Klæmint Olsen 23' Brandur Hendriksson 38' Brandur Hendriksson 41' Klæmint Olsen 65' Viljormur Davidsen 79' (pen.) |       | 19' Maximilian Göppel | Tórsvøllur, Tórshavn Toeschouwers: 0 Scheidsrechter: Ívar Orri Kristjánsson (ISL) |

|                                                                                |               |                                |           | |
| 2 september WK-kwalificatie Groep J № 205 «onderlinge duels» 20:45 uur (UTC+2) | Liechtenstein | 0 – 2                          | Duitsland | Kybunpark, Sankt Gallen (Zwitserland) Toeschouwers: 7.958 Scheidsrechter: Fábio Veríssimo (POR) Video-assistent: Luís Godinho (POR) |
| 2 september WK-kwalificatie Groep J № 205 «onderlinge duels» 20:45 uur (UTC+2) |               | 41' Timo Werner 77' Leroy Sané |           | Kybunpark, Sankt Gallen (Zwitserland) Toeschouwers: 7.958 Scheidsrechter: Fábio Veríssimo (POR) Video-assistent: Luís Godinho (POR) |

|                                                                                |                                   |       |               | |
| 5 september WK-kwalificatie Groep J № 206 «onderlinge duels» 21:45 uur (UTC+3) | Roemenië                          | 2 – 0 | Liechtenstein | Arena Națională, Boekarest Toeschouwers: 9.404 Scheidsrechter: Kateryna Monzoel (UKR) Video-assistent: Jevhen Aranovsky (UKR) |
| 5 september WK-kwalificatie Groep J № 206 «onderlinge duels» 21:45 uur (UTC+3) | Alin Toșca 11' Cristian Manea 18' |       |               | Arena Națională, Boekarest Toeschouwers: 9.404 Scheidsrechter: Kateryna Monzoel (UKR) Video-assistent: Jevhen Aranovsky (UKR) |

|                                                                                |                                 |       |                | |
| 8 september WK-kwalificatie Groep J № 207 «onderlinge duels» 20:00 uur (UTC+4) | Armenië                         | 1 – 1 | Liechtenstein  | Republikeins Stadion Vazgen Sargsian, Jerevan Toeschouwers: 14.400 Scheidsrechter: Duje Strukan (CRO) Video-assistent: Fran Jović (CRO) |
| 8 september WK-kwalificatie Groep J № 207 «onderlinge duels» 20:00 uur (UTC+4) | Henrich Mchitarjan 45+4' (pen.) |       | 80' Noah Frick | Republikeins Stadion Vazgen Sargsian, Jerevan Toeschouwers: 14.400 Scheidsrechter: Duje Strukan (CRO) Video-assistent: Fran Jović (CRO) |

|                                                                              |               |                                                                                    |                 | |
| 8 oktober WK-kwalificatie Groep J № 208 «onderlinge duels» 20:45 uur (UTC+2) | Liechtenstein | 0 – 4                                                                              | Noord-Macedonië | Rheinparkstadion, Vaduz Toeschouwers: 1.628 Scheidsrechter: Bartosz Frankowski (POL) Video-assistent: Paweł Raczkowski (POL) |
| 8 oktober WK-kwalificatie Groep J № 208 «onderlinge duels» 20:45 uur (UTC+2) |               | 39' Darko Velkovski 66' (pen.) Ezgjan Alioski 74' Boban Nikolov 83' Darko Čurlinov |                 | Rheinparkstadion, Vaduz Toeschouwers: 1.628 Scheidsrechter: Bartosz Frankowski (POL) Video-assistent: Paweł Raczkowski (POL) |

|                                                                             | |       |               | |
| 11 oktober WK-kwalificatie Groep J № 209 «onderlinge duels» 18:45 uur (UTC) | IJsland                                                                                               | 4 – 0 | Liechtenstein | Laugardalsvöllur, Reykjavik Toeschouwers: 4.461 Scheidsrechter: Ioannis Papadopoulos (GRE) Video-assistent: Aristotelis Diamantopoulos (GRE) |
| 11 oktober WK-kwalificatie Groep J № 209 «onderlinge duels» 18:45 uur (UTC) | Stefán Þórðarson 19' Albert Guðmundsson 35' (pen.) Albert Guðmundsson 79' (pen.) Andri Guðjohnsen 89' |       |               | Laugardalsvöllur, Reykjavik Toeschouwers: 4.461 Scheidsrechter: Ioannis Papadopoulos (GRE) Video-assistent: Aristotelis Diamantopoulos (GRE) |

|                                                                                | |       |               | |
| 11 november WK-kwalificatie Groep J № 210 «onderlinge duels» 20:45 uur (UTC+1) | Duitsland | 9 – 0 | Liechtenstein | Volkswagen-Arena, Wolfsburg Toeschouwers: 25.984 Scheidsrechter: Ivana Martinčić (CRO) Video-assistent: Duje Strukan (CRO) |
| 11 november WK-kwalificatie Groep J № 210 «onderlinge duels» 20:45 uur (UTC+1) | İlkay Gündoğan 11' (pen.) Daniel Kaufmann 20' (e.d.) Leroy Sané 22' Marco Reus 23' Leroy Sané 49' Thomas Müller 76' Ridle Baku 80' Thomas Müller 86' Maximilian Göppel 89' (e.d.) |       |               | Volkswagen-Arena, Wolfsburg Toeschouwers: 25.984 Scheidsrechter: Ivana Martinčić (CRO) Video-assistent: Duje Strukan (CRO) |

|                                                                                |               |                                 |          | |
| 14 november WK-kwalificatie Groep J № 211 «onderlinge duels» 18:00 uur (UTC+1) | Liechtenstein | 0 – 2                           | Roemenië | Rheinparkstadion, Vaduz Toeschouwers: 2.237 Scheidsrechter: Matej Jug (SVN) Video-assistent: Nejc Kajtazović (SVN) |
| 14 november WK-kwalificatie Groep J № 211 «onderlinge duels» 18:00 uur (UTC+1) |               | 8' Dennis Man 87' Nicușor Bancu |          | Rheinparkstadion, Vaduz Toeschouwers: 2.237 Scheidsrechter: Matej Jug (SVN) Video-assistent: Nejc Kajtazović (SVN) |

### 2022
|                                                                       |               |                                                                                                  |            |                                                                                      |
| 25 maart Vriendschappelijk № 212 «onderlinge duels» 17:00 uur (UTC+1) | Liechtenstein | 0 – 6                                                                                            | Kaapverdië | Pinatar Arena, San Pedro del Pinatar Toeschouwers: 0 Scheidsrechter: Dario Bel (CRO) |
| 25 maart Vriendschappelijk № 212 «onderlinge duels» 17:00 uur (UTC+1) |               | 18' Gilson Tavares 34' Lisandro Semedo 38' Gilson Tavares 45+1' Gilson Tavares 73' Bebé 83' Bebé |            | Pinatar Arena, San Pedro del Pinatar Toeschouwers: 0 Scheidsrechter: Dario Bel (CRO) |

|                                                                       |               |                       |         |                                                                                          |
| 29 maart Vriendschappelijk № 213 «onderlinge duels» 17:00 uur (UTC+2) | Liechtenstein | 0 – 1                 | Faeröer | Pinatar Arena, San Pedro del Pinatar Toeschouwers: 0 Scheidsrechter: Jason Barcelo (GIB) |
| 29 maart Vriendschappelijk № 213 «onderlinge duels» 17:00 uur (UTC+2) |               | 39' Patrik Johannesen |         | Pinatar Arena, San Pedro del Pinatar Toeschouwers: 0 Scheidsrechter: Jason Barcelo (GIB) |

|                                                                                |               |                                              |          | |
| 3 juni UEFA Nations League Groep D1 № 214 «onderlinge duels» 20:45 uur (UTC+2) | Liechtenstein | 0 – 2                                        | Moldavië | Rheinparkstadion, Vaduz Toeschouwers: 903 Scheidsrechter: Giorgi Kroeasjvili (GEO) Video-assistent: Sören Storks (GER) |
| 3 juni UEFA Nations League Groep D1 № 214 «onderlinge duels» 20:45 uur (UTC+2) |               | 5' (pen.) Ion Nicolăescu 90+2' Vadim Bolohan |          | Rheinparkstadion, Vaduz Toeschouwers: 903 Scheidsrechter: Giorgi Kroeasjvili (GEO) Video-assistent: Sören Storks (GER) |

|                                                                                |                    |       |               | |
| 6 juni UEFA Nations League Groep D1 № 215 «onderlinge duels» 19:00 uur (UTC+3) | Letland            | 1 – 0 | Liechtenstein | Daugavastadion, Riga Toeschouwers: 5.966 Scheidsrechter: Mario Zebec (CRO) Video-assistent: Dario Bel (CRO) |
| 6 juni UEFA Nations League Groep D1 № 215 «onderlinge duels» 19:00 uur (UTC+3) | Artūrs Zjuzins 74' |       |               | Daugavastadion, Riga Toeschouwers: 5.966 Scheidsrechter: Mario Zebec (CRO) Video-assistent: Dario Bel (CRO) |

|                                                                                 |                                       |       |                   | |
| 10 juni UEFA Nations League Groep D1 № 216 «onderlinge duels» 20:45 uur (UTC+2) | Andorra                               | 2 – 1 | Liechtenstein     | Estadi Nacional, Andorra la Vella Toeschouwers: 932 Scheidsrechter: Nejc Kajtazović (SVN) Video-assistent: Rade Obrenovič (SVN) |
| 10 juni UEFA Nations League Groep D1 № 216 «onderlinge duels» 20:45 uur (UTC+2) | Jordi Aláez 78' (pen.) Txus Rubio 82' |       | 90+3' Livio Meier | Estadi Nacional, Andorra la Vella Toeschouwers: 932 Scheidsrechter: Nejc Kajtazović (SVN) Video-assistent: Rade Obrenovič (SVN) |

|                                                                                 |               |                                                     |         | |
| 14 juni UEFA Nations League Groep D1 № 217 «onderlinge duels» 20:45 uur (UTC+2) | Liechtenstein | 0 – 2                                               | Letland | Rheinparkstadion, Vaduz Toeschouwers: 885 Scheidsrechter: Aleksandar Stavrev (MKD) Video-assistent: Daniele Chiffi (ITA) |
| 14 juni UEFA Nations League Groep D1 № 217 «onderlinge duels» 20:45 uur (UTC+2) |               | 20' Vladislavs Gutkovskis 28' Vladislavs Gutkovskis |         | Rheinparkstadion, Vaduz Toeschouwers: 885 Scheidsrechter: Aleksandar Stavrev (MKD) Video-assistent: Daniele Chiffi (ITA) |

|                                                                                      |               |                                 |         | |
| 22 september UEFA Nations League Groep D1 № 218 «onderlinge duels» 20:45 uur (UTC+2) | Liechtenstein | 0 – 2                           | Andorra | Rheinparkstadion, Vaduz Toeschouwers: 914 Scheidsrechter: Juxhin Xhaja (ALB) Video-assistent: Luca Pairetto (ITA) |
| 22 september UEFA Nations League Groep D1 № 218 «onderlinge duels» 20:45 uur (UTC+2) |               | 4' Albert Rosas 80' Joan Cervós |         | Rheinparkstadion, Vaduz Toeschouwers: 914 Scheidsrechter: Juxhin Xhaja (ALB) Video-assistent: Luca Pairetto (ITA) |

|                                                                                      |                                       |       |               | |
| 25 september UEFA Nations League Groep D1 № 219 «onderlinge duels» 16:00 uur (UTC+3) | Moldavië                              | 2 – 0 | Liechtenstein | Zimbrustadion, Chisinau Toeschouwers: 5.774 Scheidsrechter: Stéphanie Frappart (FRA) Video-assistent: Maurizio Mariani (ITA) |
| 25 september UEFA Nations League Groep D1 № 219 «onderlinge duels» 16:00 uur (UTC+3) | Victor Stînă 90+2' Victor Stînă 90+4' |       |               | Zimbrustadion, Chisinau Toeschouwers: 5.774 Scheidsrechter: Stéphanie Frappart (FRA) Video-assistent: Maurizio Mariani (ITA) |

|                                                                          |                                          |       |               |                                                                                 |
| 16 november Vriendschappelijk № 220 «onderlinge duels» 19:00 uur (UTC+1) | Gibraltar                                | 2 – 0 | Liechtenstein | Victoriastadion, Gibraltar Toeschouwers: 558 Scheidsrechter: Ahmad Al-Ali (KUW) |
| 16 november Vriendschappelijk № 220 «onderlinge duels» 19:00 uur (UTC+1) | Roy Chipolina 14' Liam Walker 21' (pen.) |       |               | Victoriastadion, Gibraltar Toeschouwers: 558 Scheidsrechter: Ahmad Al-Ali (KUW) |

### 2023
|                                                                           |                                                                                       |       |               | |
| 23 maart EK-kwalificatie Groep J № 221 «onderlinge duels» 19:45 uur (UTC) | Portugal                                                                              | 4 – 0 | Liechtenstein | Estádio José Alvalade, Lissabon Toeschouwers: 45.378 Scheidsrechter: Espen Eskås (NOR) Video-assistent: Juan Martínez Munuera (ESP) |
| 23 maart EK-kwalificatie Groep J № 221 «onderlinge duels» 19:45 uur (UTC) | João Cancelo 8' Bernardo Silva 47' Cristiano Ronaldo 51' (pen.) Cristiano Ronaldo 63' |       |               | Estádio José Alvalade, Lissabon Toeschouwers: 45.378 Scheidsrechter: Espen Eskås (NOR) Video-assistent: Juan Martínez Munuera (ESP) |

|                                                                             |               | |         | |
| 26 maart EK-kwalificatie Groep J № 222 «onderlinge duels» 18:00 uur (UTC+2) | Liechtenstein | 0 – 7 | IJsland | Rheinparkstadion, Vaduz Toeschouwers: 1.692 Scheidsrechter: Jakob Kehlet (DEN) Video-assistent: Paweł Pskit (POL) |
| 26 maart EK-kwalificatie Groep J № 222 «onderlinge duels» 18:00 uur (UTC+2) |               | 3' Davíð Kristján Ólafsson 38' Hákon Haraldsson 48' Aron Gunnarsson 68' Aron Gunnarsson 73' (pen.) Aron Gunnarsson 85' Andri Guðjohnsen 87' Mikael Egill Ellertsson |         | Rheinparkstadion, Vaduz Toeschouwers: 1.692 Scheidsrechter: Jakob Kehlet (DEN) Video-assistent: Paweł Pskit (POL) |

|                                                                            |                                       |       |               | |
| 17 juni EK-kwalificatie Groep J № 223 «onderlinge duels» 15:00 uur (UTC+2) | Luxemburg                             | 2 – 0 | Liechtenstein | Stade de Luxembourg, Luxemburg Toeschouwers: 6.806 Scheidsrechter: Oleksij Derevinskyj (UKR) Video-assistent: Benoît Bastien (FRA) |
| 17 juni EK-kwalificatie Groep J № 223 «onderlinge duels» 15:00 uur (UTC+2) | Danel Sinani 59' Gerson Rodrigues 89' |       |               | Stade de Luxembourg, Luxemburg Toeschouwers: 6.806 Scheidsrechter: Oleksij Derevinskyj (UKR) Video-assistent: Benoît Bastien (FRA) |

|                                                                            |               |                   |           | |
| 20 juni EK-kwalificatie Groep J № 224 «onderlinge duels» 20:45 uur (UTC+2) | Liechtenstein | 0 – 1             | Slowakije | Rheinparkstadion, Vaduz Toeschouwers: 2.316 Scheidsrechter: Yigal Frid (ISR) Video-assistent: Daniel Bar Natan (ISR) |
| 20 juni EK-kwalificatie Groep J № 224 «onderlinge duels» 20:45 uur (UTC+2) |               | 45+1' Denis Vavro |           | Rheinparkstadion, Vaduz Toeschouwers: 2.316 Scheidsrechter: Yigal Frid (ISR) Video-assistent: Daniel Bar Natan (ISR) |

|                                                                                |                                          |       |                      | |
| 8 september EK-kwalificatie Groep J № 225 «onderlinge duels» 20:45 uur (UTC+2) | Bosnië en Herzegovina                    | 2 – 1 | Liechtenstein        | Bilino Polje, Zenica Toeschouwers: 6.189 Scheidsrechter: Sajat Karabajev (KAZ) Video-assistent: Luís Godinho (POR) |
| 8 september EK-kwalificatie Groep J № 225 «onderlinge duels» 20:45 uur (UTC+2) | Edin Džeko 3' Simon Lüchinger 18' (e.d.) |       | 21' Sandro Wolfinger | Bilino Polje, Zenica Toeschouwers: 6.189 Scheidsrechter: Sajat Karabajev (KAZ) Video-assistent: Luís Godinho (POR) |

|                                                                                 |                                              |       |               | |
| 11 september EK-kwalificatie Groep J № 226 «onderlinge duels» 20:45 uur (UTC+2) | Slowakije                                    | 3 – 0 | Liechtenstein | Národný futbalový štadión, Bratislava Toeschouwers: 13.679 Scheidsrechter: Sander van der Eijk (NED) Video-assistent: Jochem Kamphuis (NED) |
| 11 september EK-kwalificatie Groep J № 226 «onderlinge duels» 20:45 uur (UTC+2) | Dávid Hancko 1' Ondrej Duda 3' Róbert Mak 6' |       |               | Národný futbalový štadión, Bratislava Toeschouwers: 13.679 Scheidsrechter: Sander van der Eijk (NED) Video-assistent: Jochem Kamphuis (NED) |

|                                                                               |               |                                             |                | |
| 13 oktober EK-kwalificatie Groep J № 227 «onderlinge duels» 20:45 uur (UTC+2) | Liechtenstein | 0 – 2                                       | Bosnië en Her. | Rheinparkstadion, Vaduz Toeschouwers: 5.874 Scheidsrechter: Damian Sylwestrzak (POL) Video-assistent: Piotr Lasyk (POL) |
| 13 oktober EK-kwalificatie Groep J № 227 «onderlinge duels» 20:45 uur (UTC+2) |               | 13' Amar Rahmanović 41' Miroslav Stevanović |                | Rheinparkstadion, Vaduz Toeschouwers: 5.874 Scheidsrechter: Damian Sylwestrzak (POL) Video-assistent: Piotr Lasyk (POL) |

|                                                                             |                                                                                              |       |               | |
| 16 oktober EK-kwalificatie Groep J № 228 «onderlinge duels» 18:45 uur (UTC) | IJsland                                                                                      | 4 – 0 | Liechtenstein | Laugardalsvöllur, Reykjavik Toeschouwers: 4.317 Scheidsrechter: Abdulkadir Bitigen (TUR) Video-assistent: Christian Dingert (GER) |
| 16 oktober EK-kwalificatie Groep J № 228 «onderlinge duels» 18:45 uur (UTC) | Gylfi Sigurðsson 22' (pen.) Alfreð Finnbogason 44' Gylfi Sigurðsson 49' Hákon Haraldsson 63' |       |               | Laugardalsvöllur, Reykjavik Toeschouwers: 4.317 Scheidsrechter: Abdulkadir Bitigen (TUR) Video-assistent: Christian Dingert (GER) |

|                                                                                |               |                                        |          | |
| 16 november EK-kwalificatie Groep J № 229 «onderlinge duels» 20:45 uur (UTC+1) | Liechtenstein | 0 – 2                                  | Portugal | Rheinparkstadion, Vaduz Toeschouwers: 5.749 Scheidsrechter: Mohammed Al-Hakim (SWE) Video-assistent: Jonas Hansen (DEN) |
| 16 november EK-kwalificatie Groep J № 229 «onderlinge duels» 20:45 uur (UTC+1) |               | 46' Cristiano Ronaldo 57' João Cancelo |          | Rheinparkstadion, Vaduz Toeschouwers: 5.749 Scheidsrechter: Mohammed Al-Hakim (SWE) Video-assistent: Jonas Hansen (DEN) |

|                                                                                |               |                      |           | |
| 19 november EK-kwalificatie Groep J № 230 «onderlinge duels» 20:45 uur (UTC+1) | Liechtenstein | 0 – 1                | Luxemburg | Rheinparkstadion, Vaduz Toeschouwers: 2.241 Scheidsrechter: Stéphanie Frappart (FRA) Video-assistent: Willy Delajod (FRA) |
| 19 november EK-kwalificatie Groep J № 230 «onderlinge duels» 20:45 uur (UTC+1) |               | 69' Gerson Rodrigues |           | Rheinparkstadion, Vaduz Toeschouwers: 2.241 Scheidsrechter: Stéphanie Frappart (FRA) Video-assistent: Willy Delajod (FRA) |

### 2024
|                                                                       |               | |         |                                                                                         |
| 22 maart Vriendschappelijk № 231 «onderlinge duels» 18:00 uur (UTC+1) | Liechtenstein | 0 – 4                                                                                                   | Faeröer | Marbella Football Center, Marbella Toeschouwers: 25 Scheidsrechter: Jason Barcelo (GIB) |
| 22 maart Vriendschappelijk № 231 «onderlinge duels» 18:00 uur (UTC+1) |               | 3' Pætur Joensson Petersen 45+1' Pætur Joensson Petersen 49' Adrian Justinussen 90+2' Arnbjørn Svensson |         | Marbella Football Center, Marbella Toeschouwers: 25 Scheidsrechter: Jason Barcelo (GIB) |

|                                                                       |                      |       |                      | |
| 26 maart Vriendschappelijk № 232 «onderlinge duels» 19:00 uur (UTC+2) | Letland              | 1 – 1 | Liechtenstein        | Antonis Papadopoulosstadion, Larnaca Toeschouwers: 100 Scheidsrechter: Manfredas Lukjančukas (LTU) |
| 26 maart Vriendschappelijk № 232 «onderlinge duels» 19:00 uur (UTC+2) | Raimonds Krollis 11' |       | 1' (e.d.) Mārcis Ošs | Antonis Papadopoulosstadion, Larnaca Toeschouwers: 100 Scheidsrechter: Manfredas Lukjančukas (LTU) |

|                                                                     |                                                   |       |               |                                                                                          |
| 3 juni Vriendschappelijk № 233 «onderlinge duels» 20:00 uur (UTC+2) | Albanië                                           | 3 – 0 | Liechtenstein | Haladás Sportkomplexum, Szombathely Toeschouwers: 200 Scheidsrechter: Bence Csonka (HUN) |
| 3 juni Vriendschappelijk № 233 «onderlinge duels» 20:00 uur (UTC+2) | Armando Broja 31' Jasir Asani 47' Ernest Muçi 67' |       |               | Haladás Sportkomplexum, Szombathely Toeschouwers: 200 Scheidsrechter: Bence Csonka (HUN) |

|                                                                     |          |       |               |                                                                                          |
| 7 juni Vriendschappelijk № 234 «onderlinge duels» 21:00 uur (UTC+3) | Roemenië | 0 – 0 | Liechtenstein | Stadionul Steaua, Boekarest Toeschouwers: 25.097 Scheidsrechter: Menelaos Antoniou (CYP) |
| 7 juni Vriendschappelijk № 234 «onderlinge duels» 21:00 uur (UTC+3) |          |       |               | Stadionul Steaua, Boekarest Toeschouwers: 25.097 Scheidsrechter: Menelaos Antoniou (CYP) |

|                                                                                     |                   |       |               | |
| 5 september UEFA Nations League Groep D1 № 235 «onderlinge duels» 20:45 uur (UTC+2) | San Marino        | 1 – 0 | Liechtenstein | Stadio Olimpico, Serravalle Toeschouwers: 914 Scheidsrechter: Andris Treimanis (LVA) Video-assistent: Kristaps Ratnieks (LVA) |
| 5 september UEFA Nations League Groep D1 № 235 «onderlinge duels» 20:45 uur (UTC+2) | Nicko Sensoli 53' |       |               | Stadio Olimpico, Serravalle Toeschouwers: 914 Scheidsrechter: Andris Treimanis (LVA) Video-assistent: Kristaps Ratnieks (LVA) |

|                                                                                     |                                    |       |                                                | |
| 8 september UEFA Nations League Groep D1 № 236 «onderlinge duels» 18:00 uur (UTC+2) | Gibraltar                          | 2 – 2 | Liechtenstein                                  | Europa Point Stadium, Gibraltar Toeschouwers: 681 Scheidsrechter: Kristo Tohver (EST) Video-assistent: Daniel Bar Natan (ISR) |
| 8 september UEFA Nations League Groep D1 № 236 «onderlinge duels» 18:00 uur (UTC+2) | Liam Walker 8' James Scanlon 90+7' |       | 53' Ferhat Sağlam 90+14' (pen.) Nicolas Hasler | Europa Point Stadium, Gibraltar Toeschouwers: 681 Scheidsrechter: Kristo Tohver (EST) Video-assistent: Daniel Bar Natan (ISR) |

|                                                                         |                    |       |          |                                                                                       |
| 10 oktober Vriendschappelijk № 237 «onderlinge duels» 19:30 uur (UTC+2) | Liechtenstein      | 1 – 0 | Hongkong | Rheinparkstadion, Vaduz Toeschouwers: 1.981 Scheidsrechter: Désirée Grundbacher (SUI) |
| 10 oktober Vriendschappelijk № 237 «onderlinge duels» 19:30 uur (UTC+2) | Nicolas Hasler 16' |       |          | Rheinparkstadion, Vaduz Toeschouwers: 1.981 Scheidsrechter: Désirée Grundbacher (SUI) |

|                                                                                    |               |       |           | |
| 13 oktober UEFA Nations League Groep D1 № 238 «onderlinge duels» 18:00 uur (UTC+2) | Liechtenstein | 0 – 0 | Gibraltar | Rheinparkstadion, Vaduz Toeschouwers: 1.510 Scheidsrechter: Horațiu Feșnic (ROU) Video-assistent: Ovidiu Haţegan (ROU) |
| 13 oktober UEFA Nations League Groep D1 № 238 «onderlinge duels» 18:00 uur (UTC+2) |               |       |           | Rheinparkstadion, Vaduz Toeschouwers: 1.510 Scheidsrechter: Horațiu Feșnic (ROU) Video-assistent: Ovidiu Haţegan (ROU) |

|                                                                          |                                                  |       |               |                                                                                     |
| 14 november Vriendschappelijk № 239 «onderlinge duels» 19:00 uur (UTC+1) | Malta                                            | 2 – 0 | Liechtenstein | Ta' Qalistadion, Ta' Qali Toeschouwers: 1.500 Scheidsrechter: Gustavo Correia (POR) |
| 14 november Vriendschappelijk № 239 «onderlinge duels» 19:00 uur (UTC+1) | Jurgen Degabriele 51' Benjamin Büchel 54' (e.d.) |       |               | Ta' Qalistadion, Ta' Qali Toeschouwers: 1.500 Scheidsrechter: Gustavo Correia (POR) |

|                                                                                     |               |       |                                                                      | |
| 18 november UEFA Nations League Groep D1 № 240 «onderlinge duels» 20:45 uur (UTC+1) | Liechtenstein | 1 – 3 | San Marino                                                           | Rheinparkstadion, Vaduz Toeschouwers: 1.157 Scheidsrechter: Jérémie Pignard (FRA) Video-assistent: Bastien Dechepy (FRA) |
| 18 november UEFA Nations League Groep D1 № 240 «onderlinge duels» 20:45 uur (UTC+1) | Aron Sele 40' |       | 46' Lorenzo Lazzari 66' (pen.) Nicola Nanni 76' Alessandro Golinucci | Rheinparkstadion, Vaduz Toeschouwers: 1.157 Scheidsrechter: Jérémie Pignard (FRA) Video-assistent: Bastien Dechepy (FRA) |

### 2025
|                                                                             |               |                                                             |                 | |
| 22 maart WK-kwalificatie Groep J № 241 «onderlinge duels» 15:00 uur (UTC+1) | Liechtenstein | 0 – 3                                                       | Noord-Macedonië | Rheinparkstadion, Vaduz Toeschouwers: 4.094 Scheidsrechter: Mykola Balakin (UKR) Video-assistent: Viktor Kopijevskyj (UKR) |
| 22 maart WK-kwalificatie Groep J № 241 «onderlinge duels» 15:00 uur (UTC+1) |               | 7' Aleksandar Trajkovski 42' Visar Musliu 84' Bojan Miovski |                 | Rheinparkstadion, Vaduz Toeschouwers: 4.094 Scheidsrechter: Mykola Balakin (UKR) Video-assistent: Viktor Kopijevskyj (UKR) |

|                                                                             |               |                                               |            | |
| 25 maart WK-kwalificatie Groep J № 242 «onderlinge duels» 20:45 uur (UTC+1) | Liechtenstein | 0 – 2                                         | Kazachstan | Rheinparkstadion, Vaduz Toeschouwers: 1.123 Scheidsrechter: John Beaton (SCO) Video-assistent: Kevin Clancy (SCO) |
| 25 maart WK-kwalificatie Groep J № 242 «onderlinge duels» 20:45 uur (UTC+1) |               | 42' Maksim Samorodov 45' Aleksandr Marotsjkin |            | Rheinparkstadion, Vaduz Toeschouwers: 1.123 Scheidsrechter: John Beaton (SCO) Video-assistent: Kevin Clancy (SCO) |

|                                                                           |                                                  |       |               | |
| 6 juni WK-kwalificatie Groep J № 243 «onderlinge duels» 19:45 uur (UTC+1) | Wales                                            | 3 – 0 | Liechtenstein | Cardiff City Stadium, Cardiff Toeschouwers: 30.646 Scheidsrechter: Anastasios Papapetrou (GRE) Video-assistent: Athanasios Tzilos (GRE) |
| 6 juni WK-kwalificatie Groep J № 243 «onderlinge duels» 19:45 uur (UTC+1) | Joe Rodon 40' Harry Wilson 65' Kieffer Moore 69' |       |               | Cardiff City Stadium, Cardiff Toeschouwers: 30.646 Scheidsrechter: Anastasios Papapetrou (GRE) Video-assistent: Athanasios Tzilos (GRE) |

|                                                                     |               |                                                           |           |                                                                                     |
| 9 juni Vriendschappelijk № 244 «onderlinge duels» 18:00 uur (UTC+2) | Liechtenstein | 0 – 4                                                     | Schotland | Rheinparkstadion, Vaduz Toeschouwers: 4.036 Scheidsrechter: Julian Weinberger (AUT) |
| 9 juni Vriendschappelijk № 244 «onderlinge duels» 18:00 uur (UTC+2) |               | 4' Ché Adams 26' Ché Adams 48' George Hirst 90' Ché Adams |           | Rheinparkstadion, Vaduz Toeschouwers: 4.036 Scheidsrechter: Julian Weinberger (AUT) |

|                                                                                |               |   |        |                                                                     |
| 4 september WK-kwalificatie Groep J № 245 «onderlinge duels» 20:45 uur (UTC+2) | Liechtenstein | – | België | Rheinparkstadion, Vaduz Toeschouwers: n.n.b. Scheidsrechter: n.n.b. |
| 4 september WK-kwalificatie Groep J № 245 «onderlinge duels» 20:45 uur (UTC+2) |               |   |        | Rheinparkstadion, Vaduz Toeschouwers: n.n.b. Scheidsrechter: n.n.b. |

|                                                                                |                 |   |               |                                                    |
| 7 september WK-kwalificatie Groep J № 246 «onderlinge duels» 18:00 uur (UTC+2) | Noord-Macedonië | – | Liechtenstein | n.n.b. Toeschouwers: n.n.b. Scheidsrechter: n.n.b. |
| 7 september WK-kwalificatie Groep J № 246 «onderlinge duels» 18:00 uur (UTC+2) |                 |   |               | n.n.b. Toeschouwers: n.n.b. Scheidsrechter: n.n.b. |

|                                                                               |            |   |               |                                                    |
| 10 oktober WK-kwalificatie Groep J № 247 «onderlinge duels» 19:00 uur (UTC+5) | Kazachstan | – | Liechtenstein | n.n.b. Toeschouwers: n.n.b. Scheidsrechter: n.n.b. |
| 10 oktober WK-kwalificatie Groep J № 247 «onderlinge duels» 19:00 uur (UTC+5) |            |   |               | n.n.b. Toeschouwers: n.n.b. Scheidsrechter: n.n.b. |

|                                                                      |            |   |               |                                                    |
| 13 oktober Vriendschappelijk № 248 «onderlinge duels» n.n.b. (UTC+2) | Montenegro | – | Liechtenstein | n.n.b. Toeschouwers: n.n.b. Scheidsrechter: n.n.b. |
| 13 oktober Vriendschappelijk № 248 «onderlinge duels» n.n.b. (UTC+2) |            |   |               | n.n.b. Toeschouwers: n.n.b. Scheidsrechter: n.n.b. |

|                                                                                |               |   |       |                                                                     |
| 15 november WK-kwalificatie Groep J № 249 «onderlinge duels» 18:00 uur (UTC+1) | Liechtenstein | – | Wales | Rheinparkstadion, Vaduz Toeschouwers: n.n.b. Scheidsrechter: n.n.b. |
| 15 november WK-kwalificatie Groep J № 249 «onderlinge duels» 18:00 uur (UTC+1) |               |   |       | Rheinparkstadion, Vaduz Toeschouwers: n.n.b. Scheidsrechter: n.n.b. |

|                                                                                |        |   |               |                                                    |
| 18 november WK-kwalificatie Groep J № 250 «onderlinge duels» 20:45 uur (UTC+1) | België | – | Liechtenstein | n.n.b. Toeschouwers: n.n.b. Scheidsrechter: n.n.b. |
| 18 november WK-kwalificatie Groep J № 250 «onderlinge duels» 20:45 uur (UTC+1) |        |   |               | n.n.b. Toeschouwers: n.n.b. Scheidsrechter: n.n.b. |

LFV · A-internationals · Bondscoaches · Statistieken · Liechtensteins vrouwenelftal · Liechtenstein U21 · Liechtenstein U19 · Liechtenstein U18 · Liechtenstein U17 · Liechtenstein U16
1980 – 1989 ·
1990 – 1999 ·
2000 – 2009 ·
2010 – 2019 ·
2020 − 2029
1981 · 
1982 · 
1983 · 
1984 · 
1985 · 
1986 · 
1987 · 
1988 · 
1989 · 
1990 · 
1991 · 
1992 · 
1993 · 
1994 · 
1995 · 
1996 · 
1997 · 
1998 · 
1999 · 
2000 · 
2001 · 
2002 · 
2003 · 
2004 · 
2005 · 
2006 · 
2007 · 
2008 · 
2009 · 
2010 · 
2011 · 
2012 ·
2013 ·
2014 ·
2015 ·
2016 ·
2017 ·
2018 ·
2019 ·
2020 ·
2021 ·
2022 ·
2023 ·
2024
Albanië ·
Andorra ·
Armenië ·
Australië ·
Azerbeidzjan ·
België ·
Bosnië en Herzegovina ·
China ·
Denemarken ·
Duitsland ·
Engeland ·
Estland ·
Faeröer ·
Finland ·
Georgië ·
Gibraltar ·
Griekenland ·
Hongarije ·
Hongkong ·
Ierland ·
IJsland ·
Indonesië ·
Israël ·
Italië · 
Kaapverdië ·
Kazachstan ·
Kroatië ·
Letland ·
Litouwen ·
Luxemburg ·
Malta ·
Moldavië ·
Montenegro ·
Nederland ·
Noord-Ierland ·
Noord-Macedonië ·
Oostenrijk ·
Polen ·
Portugal ·
Qatar ·
Roemenië ·
Rusland ·
San Marino ·
Saoedi-Arabië ·
Schotland ·
Slowakije ·
Spanje ·
Thailand ·
Togo ·
Tsjechië ·
Turkije ·
Verenigde Staten ·
Wales ·
Wit-Rusland ·
Zweden ·
Zwitserland
CONMEBOL: Argentinië · Bolivia · Brazilië · Chili · Colombia · Ecuador · Paraguay · Peru · Uruguay · Venezuela

UEFA: Albanië · Andorra · Armenië · Azerbeidzjan · België · Bosnië en Herzegovina · Bulgarije · Cyprus · Denemarken · Duitsland · Engeland · Estland · Faeröer · Finland · Frankrijk · Georgië · Gibraltar · Griekenland · Hongarije · IJsland · Ierland · Israël · Italië · Kazachstan · Kosovo · Kroatië · Letland · Liechtenstein · Litouwen · Luxemburg · Malta · Moldavië · Montenegro · Nederland · Noord-Ierland · Noord-Macedonië · Noorwegen · Oekraïne · Oostenrijk · Polen · Portugal · Roemenië · Rusland · San Marino · Schotland · Servië · Slovenië · Slowakije · Spanje · Tsjechië · Turkije · Wales · Wit-Rusland · Zweden · Zwitserland

AFC: Australië · China · Irak · Iran · Japan · Libanon · Oezbekistan · Oman · Qatar · Saoedi-Arabië · Syrië · Verenigde Arabische Emiraten · Vietnam · Zuid-Korea

CAF: Algerije · Burkina Faso · Congo-Kinshasa · Egypte · Ghana · Ivoorkust · Kaapverdië · Kameroen · Mali · Marokko · Nigeria · Senegal · Tunesië · Zuid-Afrika

CONCACAF: Canada · Costa Rica · Curaçao · El Salvador · Honduras · Jamaica · Mexico · Panama · Suriname · Verenigde Staten

OFC: Nieuw-Zeeland